# 岡田幸三郎
岡田 幸三郎（おかだ こうさぶろう、明治21年（1888年）4月 - 昭和47年（1972年））は日本の実業家。
小説家遠藤周作の妻順子の父。俳優岡田英次のおじ。フジテレビジョン代表取締役社長を務めた遠藤龍之介の外祖父。

## 経歴
千葉県海上郡銚子町（現銚子市）に生まれた。岡田幸吉の三男。
明治42年（1909年）長崎高商卒業。慶大理財科修業。
塩水港製糖入社。計算販売各課長、東京支店詰営業部長取締役を経て常務取締役に就任。
昭和14年（1939年）社長に挙げられ、塩水港パルプ、新栄産業、新日本食品工業、日立オーバーシーズ各社長、東台湾電力興業、花蓮港木材、日本砂糖工業社長、新興産業、満州製糖、北満産業各取締役、日本糖業連合会、糖業協会各理事を歴任す。

## 人物像
趣味はゴルフ、将棋、謡曲。宗教は日蓮宗。

## 家族・親族

### 岡田家
（千葉県海上郡銚子町（現銚子市）、東京市品川区大井出石町、東京都港区）
- 父・幸吉
- 妻・隆子（福島県士族・鈴木寅彦長女[4]）

明治30年（1897年）9月生 - 没
- 長男・英一[4]

大正10年（1921年）11月生 -
- 二男・幸彦[4]

大正13年（1924年）10月生 -
- 長女・順子[4]（遠藤周作の妻[5]）

昭和2年（1927年）8月生 - 令和3年（2021年）1月没
著書に遠藤と暮らした日々をつづった『夫・遠藤周作を語る』（文藝春秋刊）をはじめ『夫の宿題』『再会　夫の宿題それから』（ともにPHP研究所刊）がある。NPO法人『円ブリオ基金センター』名誉理事長を務めた。
- 二女・正子[4]

昭和4年（1929年）3月生

## 関連
- 遠藤周作